# 亚南
亚南 或雅南(泰卢固语: యానాం, 泰米尔语: யானம்,法語：Yanaon)，是印度本地治里联邦属地的一个城市。是前法属印度的一部分，1954年并入印度。面积30平方公里，周围被安得拉邦所包围。